# Promet Slovenije
Slovenija, smještena na prometnom pravcu koji povezuje srednju Europu i Jadransko more, raspolaže mrežom cesta i željezničkih pruga, koja se zadnje vrijeme obnavlja i uz financijsku pomoć Europske unije. Autocesta preko Ljubljane spaja Maribor i glavnu luku Kopar, a do 2008. će biti izgrađen smjer Karavanke - Ljubljana - Novo Mesto - Zagreb. Glavne zračne luke su Ljubljana i Maribor.